# Condado de Jefferson (Wisconsin)
El condado de Jefferson (en inglés: Jefferson County, Wisconsin), fundado en 1836, es uno de 72 condados del estado estadounidense de Wisconsin. En el año 2000, el condado tenía una población de 74.021 habitantes y una densidad poblacional de 21 personas por km². La sede del condado es Jefferson.

## Geografía
Según la Oficina del Censo, el condado tiene un área total de 1509 km² (582,6 mi²), de la cual 1443 km² (557,1 mi²) es tierra y 67 km² (25,9 mi²) es agua.

### Condados adyacentes
- Condado de Dodge norte
- Condado de Waukesha este
- Condado de Walworth sureste
- Condado de Rock suroeste
- Condado de Dane oeste

## Demografía
| 1900   | 1910   | 1920   | 1930   | 1940   | 1950   | 1960   | 1970   | 1980   | 1990   | 2000   |
| ------ | ------ | ------ | ------ | ------ | ------ | ------ | ------ | ------ | ------ | ------ |
| 34.789 | 34.306 | 35.022 | 36.785 | 38.868 | 43.069 | 50.094 | 60.060 | 66.152 | 67.783 | 74.021 |

## Localidades

### Ciudades y pueblos
- Aztalan
- Cambridge
- Cold Spring
- Concord
- Farmington
- Fort Atkinson
- Hebron (pueblo)
- Ixonia (pueblo)
- Jefferson
- Jefferson (pueblo)
- Johnson Creek
- Koshkonong
- Lake Mills
- Lake Mills (pueblo)
- Milford
- Oakland
- Palmyra
- Palmyra (pueblo)
- Sullivan
- Sullivan (pueblo)
- Sumner
- Waterloo
- Waterloo (pueblo)
- Watertown (parcial)
- Watertown (pueblo)
- Whitewater (parcial)

### Áreas no incorporadas
- Busseyville
- Hebron
- Helenville
- Ixonia
- Lake Koshkonong
- Lake Lac La Belle
- Lake Ripley
- Pipersville
- Rome

### Principales carreteras
- Interestatal 94
- U.S. Highway 14
- U.S. Highway 18
- Carretera 16
- Carretera 19
- Carretera 26
- Carretera 59
- Carretera 89
- Carretera 106
- Carretera134